# ФК Мос
ФК Мос (на норвежки: Moss Fotballklubb, Мос Фотбалклуб) е норвежки футболен клуб, базиран в едноименния град Мос. Състезава се във второто ниво на норвежкия футбол Адеколиген. Играе мачовете си на стадион Мельос.

## Успехи
- Шампион на Норвегия за 1987 г.
- Носител на купата на Норвегия през 1983 г.

## Европейски турнири
Участвал е в турнирите за Шампионската лига и купата на УЕФА.